# Kaurifenyő
A kaurifenyő (dammarafenyő, Agathis) a tűlevelűek (Pinopsida) osztályában a fenyőalakúak (Pinales) rendjébe, ezen belül az araukáriafélék (Araucariaceae) családjába tartozó nemzetség.

## Származása, elterjedése
A 18 ma is élő dammarafenyő faj legtöbbje:
- Délkelet-Ázsiában,
- Indonéziában,
- a Fülöp-szigeteken,
- Új-Kaledóniában,
- a Fidzsi-szigeteken,
- Ausztráliában és
- Új-Zélandon él (Urania).

## Megjelenése, felépítése
A nemzetség tagjai a világ legnagyobb tömegű és legmagasabbra növő fái közé tartoznak.
Valamennyi faja örökzöld; a legtöbb kétlaki. Koronája fölfelé ernyőszerűen kiszélesedik, a teteje többnyire lapos. Ágai örvesek. Bőrnemű, többnyire kétsoros, tojásdad vagy lándzsás tojásdad levelei páronként közel átellenesen állnak. Nőivarú toboza tojásdad v. gömbölyded, magva széles zászlós.
Több faj hatalmas mennyiségű gyantát termel, ami a fa tövében és törzsén 50 kg-ot is elérő tömegű csomókban gyűlik össze vagy jégcsapokhoz hasonlóan csüng az ágakról. Friss vagy félig fosszilizált gyantája a kopál:
- a déli kaurifenyő (Agathis australis) és az új-kaledóniai Agathis ovata gyantája a kaurikopál,
- a kopálfenyő (Agathis robusta) és a malajziai dammarafenyő (Agathis dammara) gyantája a manila- vagy dammarakopál.

A gyantát a gyökér, szár és ágak is izzadják.
Megjegyzés: a dammarakopál nem tévesztendő össze a dammar- avagy dammaragyantával, ami több, a Dipterocarpaceae családba sorolt fa, főleg a szalfa (Shorea spp.) gyantája.

## Felhasználása
Hat fajának van erdészeti-faipari jelentősége (Urania). Egyes fajok jó minőségű épületfát adnak vagy árbócnak valók; mások, pl. a queenslandi Agathis robusta bútorfának jók.
A kopálok a festék- és lakkgyártás fontos alapanyagai. A friss gyantánál értékesebbek a szubfosszilis (részben fosszilizálódott) rögök, amiket a talaj fölső két méteréből ásnak ki. Ezek a fosszilizálódás mértékétől függően fehéresek, világossárgák vagy sötétbarnák — különösen értékesek az áttetsző rögök.
A gyantát a bennszülöttek élvezeti cikként rágják. A fa és a gyanta hamujából testfestéket készítenek.